# Globstery

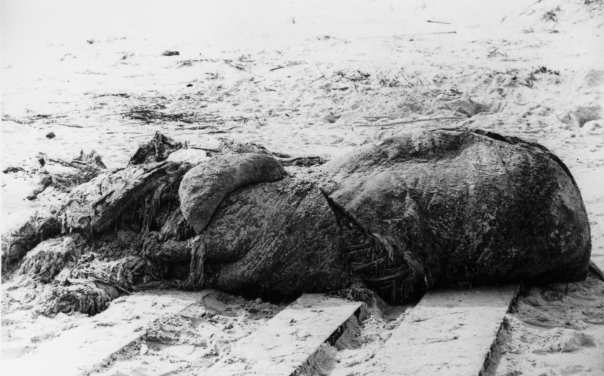
Globster znaleziony na Florydzie w 1896 znany jako Potwór z St. Augustine

Globster – nazwa utworzona od angielskiego słowa glob, oznaczającego półpłynną substancję, to niezidentyfikowane zwłoki zwierzęce w stanie daleko posuniętego rozkładu, znalezione w morzu, oceanie lub na wybrzeżu. W przeszłości i współcześnie dawały początek legendom o potworach morskich.
Znaczne deformacje ciała np. długoszpara czy kałamarnicy w stanie rozkładu sprawiały, że uważano je np. za zwłoki plezjozaurów. Inne globstery mogły być wnętrznościami wielorybów, lub były zwierzętami mało znanymi, ale faktycznie istniejącymi, np. kałamarnica olbrzymia.
Część globsterów pozostaje niezidentyfikowanymi, gdyż niektóre nietypowo wyglądające zwłoki giną bez wieści przed zbadaniem przez naukowców, a same fotografie, rysunki czy opisy ciał nie wystarczają do rozstrzygnięcia wątpliwości co do ich identyfikacji. Tak stało się w 1937 r., kiedy domniemane ciało tzw. Cadborosaurusa zaginęło, nie doczekawszy się ekspertyzy.

## Najsłynniejsze globstery
- Bestia ze Stronsay – rzekomy ogromny wąż morski, znaleziony w 1808 r. w Szkocji, uważany przez większość naukowców za zwłoki rekina
- Zuiyo Maru – rozkładające się zwłoki przypominające kształtem plezjozaura, wyłowione w 1977 r. koło Nowej Zelandii przez japońskich rybaków. Ciało zostało przez nich sfotografowane, pobrano próbki tkanek do badań, po czym wyrzucono zwłoki za burtę statku. Analiza aminokwasów w próbkach tkanek wykazała, że tkanki rzekomego plezjozaura są prawie identyczne z tkankami długoszpara (bardzo niewielkie różnice wynikały z zaawansowania procesu rozkładu); większość naukowców przychyla się właśnie do interpretacji tego znaleziska jako rozkładających się zwłok długoszpara[1]
- Caddy (Cadborosaurus willsi) – domniemany wąż morski, 3-metrowej długości zwłoki zwierzęcia wężowatego kształtu, znalezione w 1937 r. przez wielorybników w żołądku kaszalota złowionego u wybrzeży zachodniej Kanady. Okaz jednak zaginął, a zrobione wówczas zdjęcia nie są na tyle wyraźne, by na ich podstawie z całą pewnością zidentyfikować zwierzę. Może to być nieznany nauce gatunek lub zwłoki znanego zwierzęcia, np. długoszpara, zdeformowane na skutek rozkładu i działania soków trawiennych kaszalota.[2]